# فن التصوير السينمائي

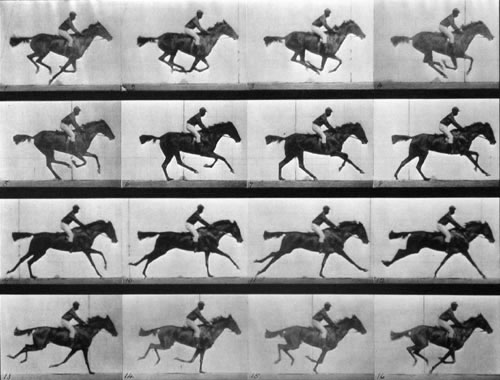
اوائل تجارب التصوير

السينما (الاختصار لفن التصوير السينمائي) هي تقنية وفن عرض لقطات تصويرية بطريقة سريعة ومتتالية لخلق طابع حركي من خلال عرض فيديو ما. كلمة «سينما» يقصد بها أيضاً صالات السينما أو صالات عرض الأفلام.
كشكل من أشكال رواية القصص أو الأحداث، السينما هي فن، وبشكل عام، تعتبر فنون العالم الكلاسيكى الست ضمت فن سابع. غير أنه، بسبب تعدد الأفلام وحرية الخلق والإبداع، يصعب تحديد ماهية السينما اليوم. لكن الصناعات السينمائية التي تعتنى بالسرد والمونتاج وكتابة السيناريو والتي تعتبر في معظم الحالات أن المخرج هو المؤلف الحقيقي، فهي مظاهر فنية أو سينما فنية.علاوة على ذلك، صناعة الأفلام الوثائقية أو الصحافية تصنف على حسب نوعها. على الرغم من ذلك، وبسبب مشاركة الوثائق والأفلام الصحافية برؤية خاصة وفريدة وعلى الأرجح فنية، من الصعب جداً تعيين حدود للجودة الفنية لمنتج سينمائي.
الصناعة السينمائية تحولت إلى صفقة هامة في أماكن مثل هوليود (كاليفورنيا، الولايات المتحدة) وبومباى (الهند)، بالعامية (بوليود).

## تاريخ السينما

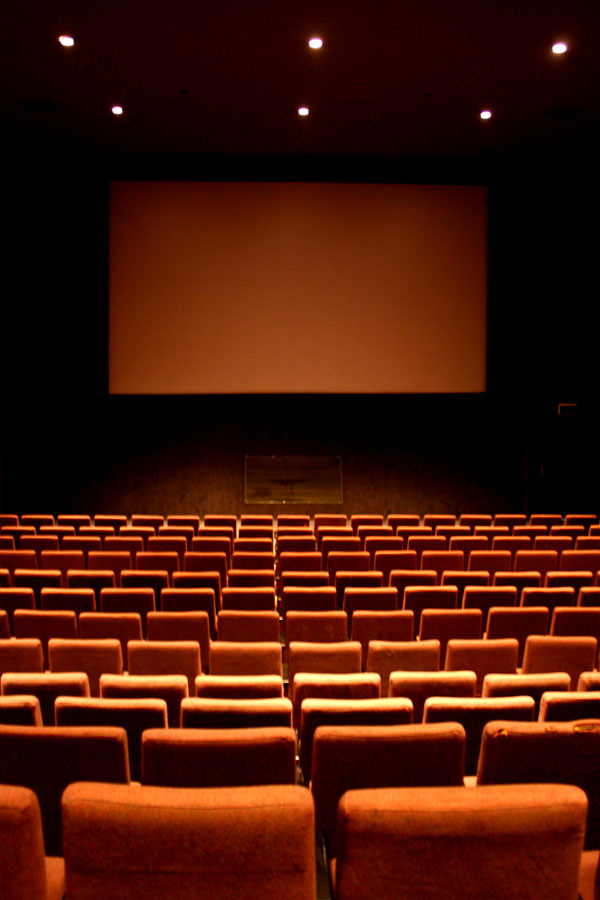
Proyector de películas FH99-35/7

بدأ تاريخ السينما في ال 28 ديسمبر عام 1895، عندما عرض الأخوين لوميير بشكل علنى خروج العمال من مصنع فرنسى في ليون وهدم جدار ووصول قطار وخروج سفينة من الميناء.
نجاح هذا الاختراع كان فورى، ليس فقط في فرنسا، ولكن ايضاً في جميع انحاء أوروبا وأمريكا الجنوبية، حيث كان توماس إيديسون قد سجل العديد من المشاهد التي يستطيع المشاهد رؤيتها من خلال مسجل الحركات.
الأخوين لوميير صنعوا أكثر من 500 فيلم في سنة واحدة، والتي تتسم بغياب الممثلين والمناظر الطبيعية والإيجاز وغياب المونتاج والموضع الثابت للكاميرا. إلا أن چورچ ميليس هو من اخترع العرض السينمائي، النقيض للإتجاه الوثائقى لالوميير. مع القصص والمشاهد الرائعة، مثل «فاوستو» و«باربا أثول» عام 1901، تطورت تقنيات التصوير السينمائي الجديدة، خصوصاً مع فيلم «رحلة إلى القمر» عام 1902 وفيلم «رحلة عبر المستحيل» عام 1904، تطبيقاً للتقنية المسرحية أمام الكاميرا وخلق المؤثرات الخاصة الأولى وتصوير الخيال العلمى.
منذ ذاك الحين، تطور التصوير السينمائي بشكل مستمر وظهر مخرجين عظماء مثل مورناو وإريك فون ستروهيم وتشارلز تشابلن. في الولايات المتحدة صنعوا أفلام المغامرة، مثل فيلم«دوغلاس فيربانكس» والدراما الرومانسية مثل أفلام عيد الحب. لكن، الأفلام الأكثر جمالاً كانت ثمار المدرسة الكوميدية الأمريكية بدايةً من كوميديا ماك سينيت، في «سلابستيكس» والقوالب النمطية لشخصيات المجتمع مثل الشرطة أو الثمين والبخيل وذو الشارب البرجوازى.
نتذكر هنا بشكل خاص باستر كيتون وتشالز تشابلن. في عام 1927، كان العرض الأول لأول فيلم صوتى «مغنى الچاز»، كل ما عرفته السينما في ذلك الحين لم يعد له وجود وأيضاً اللغة التي سادها تعبير الفئات المختلفة التي تباينت وإجتمعت على فرض استمرارية القصة وحبكة الطلاقة وإيجاد اللغة. في السنة ذاتها ظهر الدوبلاچ.
في عام 1935 صور فيلم «لا فيريا دى لا بانيداد» (بيكى شارب) كامل الألوان، لروبن ماموليان، على الرغم من أن فنياً اللون وصل لقمته في فيلم «لو كى البينتو سى يبو» عام 1939.
أول عرض عام للسينما الديچيتال في أوروبا كان في باريس، في 2 من فبراير عام 2000، مستخدمين م ي م س المطور بواسطة شركة تكساس إنسترومينتس.

## صناعة الأفلام

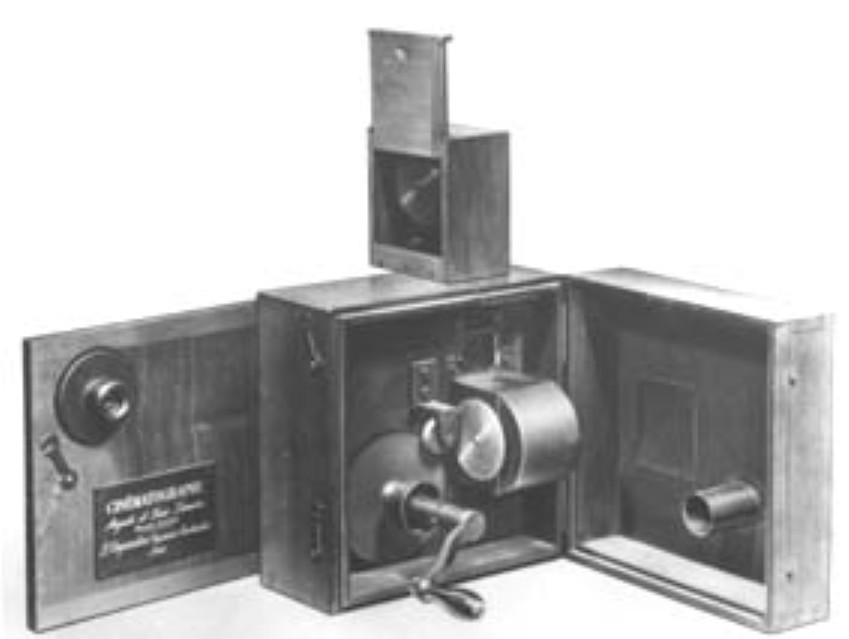

صناعة الأفلام، في المجال السمعي البصري، هي عملية صناعة فيديو. عادةً، في سينما الإنتاج الصناعي يمكن استنتاج خمس مراحل للصناعة: التطور، وما قبل الإنتاج والتصوير السينمائي وما بعد الإنتاج والتوزيع. صناعة الافلام تستلزم إتخاذ قرارات على الصعيد الفني ومثلها على الصعيد الإنتاجي، والتقيد يمنح فقط من خلال الوسائل المتاحة.
الفريق الفني مكون من:
- الإنتاج: المنتج السينمائي هو المكلف بالجوانب التنظيمية والفنية لإعداد فيلم ما، يمكن القول أنه المسؤول عن تحويل فكرة إلى فيلم. هو المسؤول عن تعيين الموظفين، وعن الشئون المالية الخاصة بالأعمال وعن التواصل مع الوكلاء الذين يقومون بإذاعة العمل الفني. فإذا كانت مهمته تقتصر على جوانب محددة للعملية الفنية، فيمكن أن ندعوه «منتج مشارك».

أيضاً يشكل جزء من مجال الإنتاج، المنتج المنفذ ورئيس المواقع والمنتج المساعد.
- الإخراج: المخرج السينمائي هو الاحترافي الذي يدير تصوير الفيلم، هو المسؤول عن موضع المشهد معطياً إرشادات توجيهية للممثلين وللفريق الفني، متخذً كل القرارات الإبداعية، تبعاً لإسلوبه أو رؤيته الخاصة، مشرفً على الديكور والأزياء، وعلى كل الوظائف اللازمة حتى يصل لهدف التصوير الجيد.

يشكل جزء من مجال التصوير المخرج المساعد، والسيناريو. من جهة أخرى، يعمل مع مديري أعمال الممثلين.
- السيناريو: كاتب الحوار هو المسؤول عن تأليف السيناريو، أما القصة الأصلية، فهي عبارة عن تكيف مع السيناريو السابق أو مع أي عمل أدبي أخر. كتاب كثر قاموا بتحويل أعمالهم الأدبية إلى سيناريوهات. ضمن إطار السيناريو السينمائي يمتاز السيناريو الأدبي، الذي يروي الفيلم من حيث الصورة (وصف) والصوت (مؤثرات وحوار)، ويكون مقسم إلى فصول ومشاهد. من الضرورى التمييز بين السيناريو الأدبي والفني، والذي يضيف إلى السيناريو السابق (الأدبي) إيماءات فنية (حجم السطح وتحركات الكاميرا وهكذا.) التي تساعد الفريق الفني في عمله والذي، على خلاف السيناريو الأدبي، يعده المخرج، لا كاتب الحوار.

أيضاً يمكن أن يتعاون مع كاتب الحوار كتاب أخرين (مشاركين في كتابة الحوار) أو الاعتماد على المحاورين فهم متخصصون في كتابة الحوار.
دور كاتب الحوار هام جداً، حيث أن عمله أساس المشروع كله، فإذا كان السيناريو جيدًا المخرج بإمكانه إخراج فيلم رائع، لكن إذا كان السيناريو ضعيفًا، فبالرغم من أن المخرج لديه العديد من الإمكانيات، الفيلم سيظل فارغ.
- الصوت: في التصوير السينمائي، المسؤولون عن الأصوات في الفيلم هم فنى الصوت والمتحكم في الميكروفون. في مرحلة ماقبل الإنتاج يضيفون محرر الصوت، وملحن الموسيقى العرضية، وفنانين المؤثرات الصوتية (فولى) والدوبلاچ، لإنشاء الموسيقى التصويرية. الصوت جزء أساسى في السينما كما أن الإدراك الحسى للصوت في السينما يشمل: اهتزازات تفسر بواسطة المخ من خلال النظام السمعى (المصدر والحدة والنغمية والوسائل والحيز وهكذا)، الخصائص الجمالية للصوت مثل القوام والترددات، والخصائص النفسية للصوت (إيحاءات لطيفة ومقلقة أو مزعجة).أيضاً تعاملوا مع المحفزات الصوتية.

الصوت هام جداً لأنه يوسع حدود الشاشة، ويحل المشاكل السردية، ويمثل المونتاچ، ويؤثر في المشاهد بشكل مباشر وينقل قصص ومشاعر.
- التصوير: مخرج التصوير هو الشخص الذي يحدد كيف سيشاهد الفيلم، يقال أنه يحدد، وفقاً لمتطلبات المخرج والقصة، المظاهر البصرية (الصور) للفيلم: الإطار والإضاءة واستخدام البصرية وهكذا. فهو المسؤول عن كل ما يتعلق بالجزء البصرى في الفيلم، وأيضاً من وجهة نظر تصورية، محدد النغمية العامة للصورة، والبيئة البصرية للفيلم.

فريق التصوير هو الأكبر عدداً ويتضمن، بالإضافة لمخرج التصوير، والمصور، مساعد كاميرا أول ومساعد كاميرا ثان وموسق الصور السلبية ورئيس الإلكترونيات وأجهزة الإضاءة وفريق نصب الكاميرات ومساعدين أو متعلمين أخرين.
- المونتاچ: المونتاچ السينمائي هو تقنية وصل اللقطات المسجلة المتعاقبة في الفيلم المصور لترتيبها بشكلها السردى، والدرامى، وعلى وجه التحديد، الإيقاعى بهدف إنشاء جمل سمعى بصرية: مشاهد وأحداث متتالية. مكون من اختيار (بمجرد تصوير الفيلم)، وترتيب وتجميع المشاهد المسجلة سابقاً، وفقاً لفكرة وديناميكية محددة، بدايةً من السيناريو، وفكرة المخرج ومساهمة محرر الفيلم. محرر الفيلم يقوم بتنسيق الصورة مع الصوت (هذة المهمة عادةً تكون موكلة لمساعد محرر الفيلم). يشاهد اللقطات اليومية مع المخرج والأعضاء الأساسيين في الفريق (مخرج التصوير، والذي هكذا يشرف على عمله الخاص).

حالياً، أفلام كثيرة يتم تحريرها وهي على شكل فيديو (ليس مجرد صور)، وهذا المونتاچ بمثابة مرجع لقص ولصق المشاهد السلبية لاحقاً، والذي كان أساسه في البداية من السيلولويد، وتم إستبداله بالأسيتات والبوليستر فيما بعد، معطياً الخطورة البالغة للخامة الأولى. التحضير لهذه اللقطات اليومية يتطور يوماً بعد يوم بجانب التصوير السينمائي للأفلام. ما قبل الإنتاج هي المرحلة التي يكون فيها محرر الفيلم قد جمع كل المواد الهامة لإنهاء أول مونتاچ للفيلم. بعد موافقة المخرج والمنتج على المونتاچ الأخير، المحرر المتخصص في تحرير الصوت يقوم بإصلاح المشاكل التي يمكن إصلاحها في الصوت. محرر الصوت يقوم بإعادة تسجيل الحوار (السيناريو) في إستوديو تسجيل، إذا كان ذلك ضرورياً، بينما يرى الممثلين الصورة معروضة مقابلةً لهم. هذه العملية معروفة بالدوبلاچ. أحياناً يجمع محررين الصوت التسجيلات ويصنعون أصوات جديدة (مؤثرات صوتية) لتكثيف القوة الدرامية لمشهد ما. محرر الفيلم يشرف على المؤثرات البصرية والجمل المصاحبة للفيلم، بينما يستعد فريق الصوت. من ضمن الخطوات الأخيرة الإعداد والمزج بين الفرق الصوتية المختلفة في شريط واحد ممغنط، والذي يحتوى على الحوار والموسيقى والصوت المباشر والمؤثرات الصوتية، متناسقين مع الصورة ومتناسبين مع مستوى كل فريق صوتى. مزج كل هذه الأشياء بدون الصوت يجعل عملية الدوبلاچ ممكنة لتوزيع الفيلم في لغات أخرى.
- مشغل الكاميرا: هو المسؤول عن تحقيق وتنفيذ كل حركات الكاميرا الهامة لتكيف السيناريو مع إخراج المخرج.
- فن(التصميم الإنتاجى): النطاق الفنى يمكن أن يكون به مخرج فنى أو العديد منهم، عند الحاجة. في حالة إذا كانوا أكثر من واحد، فذلك يكون بالتنسيق مع المصمم الإنتاجى، المسؤول عن الجمال العام للفيلم. هؤلاء المخرجين لديهم مساعدين ونواب محددين، مثل مصممين المسرح ومسؤولين عن غرفة الملابس ومصممين الملابس وفنانين الماكياچ ومصففين الشعر وأعضاء أخرين إضافيين مثل رسامين ونجارين أو بنائين. أيضاً تابع لهذا النطاق متخصصين في المؤثرات البصرية التي يتم تنفيذها في التصوير السينمائي. وهكذا مؤثرات أخرى تنفذ في مرحلة ماقبل الإنتاج.
- الأعمال الجريئة (الخطيرة): الدوبلير هو الشخص المكلف بالحفاظ على سلامة الممثل الغير قادر على تنفيذ المشاهد الخطيرة. هؤلاء يكونون معدون بدنياً وعقلياً، أشخاص قادرين ومعتادين على تنفيذ المشاهد الخطيرة المصورة في السينما.
- القصص المصورة: القصص المصورة هي عبارة عن سيناريو مصور الذي يستخدم لتحديد الأحداث المتتالية، بالإضافة إلى اللقطات المختلفة، والإيماءات ومواضع الممثلين، في كل مشهد من المشاهد قبل تصويره، وفيه نرى إذا كان الفيلم كله فكاهى أم لا. كما أن هذا العامل أساسى للفريق الفنى لكى يفهموا بشكل جيد ما سوف يصورونه، محتوياً التعليقات الإيضاحية لكل صعوبات التصوير أو الأشياء التي يجب أخذها في الاعتبار. في صناعة القصص المصورة والشخصيات والخلفية يمكن وصفهم عن طريق الصور الظلية فقط، لكن مؤكداً دائماً العناصر الهامة في الحدث كما يمكن ان تكون عبارة عن أسهم لتشير إلى حركة الكاميرا أو الممثلين، أو تعبير ممثل في مشهد محدد للعناية بأقل وأدق التفاصيل والإنتاج يكون ممتاز.
- التوزيع والعرض: الموزعين، شركات منفصلة عن شركات الإنتاج بشكل عام، يشترون حقوق العرض في صالات السينما، أو لبثه على التلفاز، ويبيعون حقوق الفيلم للعارضين (أفراد أو سلسلة من العارضين)، ولمحطات تليفزيونية، وللنوادى التي تعرض الأفلام أو مؤسسات أخرى تبيع أشرطة الفيديو. أيضاً مسؤولين عن الإعلان والترويج للأفلام، للقيام بالنسخ الضرورية للعرض وللتحكم في الإيرادات والنفقات. المنتج يمنح الموزع نسبة مئوية من إيرادات الفيلم والتي تصل عادةً إلى 50%. كما أن الموزع يخصم قيمة نسخ الفيلم من فوائد المخرج. الأسواق الثانوية هي التي تعطى إيرادات إضافية، والتي لا تكون الهدف الأساسى للإنتاج. هذه الأسواق تحتوى أشياء متعددة: ألعاب باسم الشخصيات في الفيلم (خصوصاً في حالة الرسوم المتحركة) وقمصان ومنشور نصى وأفلام قصيرة عن أحداث التصوير (ميكينج اوف) وتسجيلات على إسطوانة وأشرطة الكاسيت أو مؤتمر مع الفرقة الصوتية الأصلية للفيلم. المنتجين يبحثون عن ملحنين مشهورون ليمنحوهم حق التوزيع الصوتى لموسيقاهم.

## أنواع الأفلام السينمائية

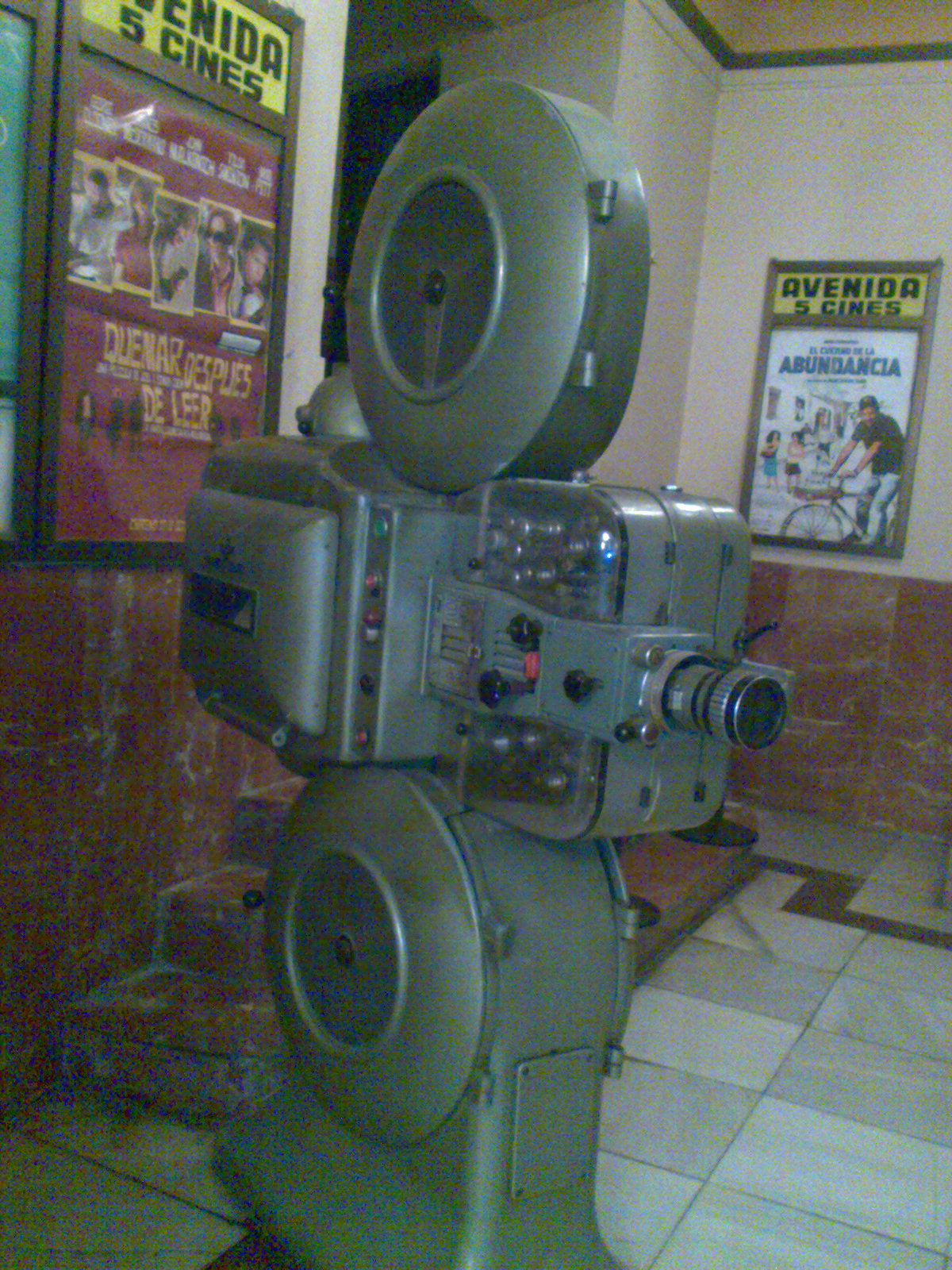

في نظرية الأفلام السينمائية، الأنواع هي طريقة لتصنيف الأفلام في مجموعات. كل نوع مكون من أفلام تتشارك تشابهات مؤكدة، إما في أسلوبه أو موضوعه أو رسالته أو طريقة إنتاجه أو العامة المتوجهة إليه.
بالنسبة لطريقة إنتاجه ورسالته أو مقصده، يمكن إستنتاج أنواع كالتالية:
سينما تجارية: الأفلام التي نشأت من خلال صناعة الأفلام والموجهة إلى أغلب الجمهور والتي يكون هدفها الأساسى الفوائد المادية. ينتمى إلى هذه الفئة غالبية الأفلام التي تعرض في صالات السينما، وبعضها تم الترويج لها بواسطة شركات الدعاية الكبرى.
سينما حرة أو مستقلة: الفيلم الحر هو الفيلم الذي له ميزانية محددة ويتم من خلال منتجين صغار. ولا تصور في إستوديوهات كبيرة.
سينما الرسوم المتحركة: هي التي يستخدمون فيها أغلب تقنيات الرسوم المتحركة. أفلام الصور الحقيقية تسجل صور حقيقية في حركة مستمرة، مقسمة إلى عدد ضئيل من الصور في الثانية. في سينما الرسوم المتحركة لا يوجد حركة حقيقية يتم تسجيلها، بل ينتجون الصور بشكل فردى وواحدة تلو الأخرى (من خلال الرسومات والنماذج والأشياء وتقنيات أخرى متعددة، مثل توقف الحركة)، فحين يتم عرضها بشكل متتال ينتج تخيل الحركة. يقال، أن في سينما الرسوم المتحركة يتم إنشاء حركة لا وجود لها في الواقع، في حين أن سينما الصور الحقيقية تقوم بتحليل وتقسيم الحركة الحقيقية.
سينما وثائقية: السينما الوثائقية هي يتم عملها في صور مأخوذة من الواقع. بشكل عام يتم الخلط بين الفيلم الوثائقى والتقرير الصحفى، فيكون الأول بشكل بارز نوع من الأفلام السينمائية، مرتبط جداً بالأصول السينمائية، بينما الثانى نوع تليفزيونى.
وثائقى خيالى: هجين بين الأفلام الوثائقية والخيالية، وهو نوع ممارس منذ أول فيلم وثائقى، ويتم تجديده منذ أواخر الخمسينات.
السينما التجريبية: السينما التجريبية هي التي تستخدم وسيلة تعبير أكثر فنية، ناسية اللغة السمعى بصرية الكلاسيكية، مخترقاً حدود السينما السردية. فهى منظمة بدقة ومستخدمة كل المصادر للتعبير عن العواطف والتجارب والمشاعر ومستخدماً المؤثرات البلاستيكية أو الإيقاعية، مرتبط بمعالجة الصورة أو الصوت.
سينما المؤلف: مصطلح سينما المؤلف صاغه نقاد «كايرز دو سينما» للإشارة إلى سينما حقيقية حيث أن المخرج لديه دور رائد في أخذ جميع القرارات، وحيث يتم إطاعة إرشاداته في كل موضع في المشهد السينمائي. عادةً تدعى بهذا الاسم الأفلام التي صورت بناءً على سيناريو خاص وعلى هامش الضغوطات وعلى الحدود التي تتضمن السينما ذات الإستوديوهات التجارية الكبيرة، مما يتيح لها حرية كبيرة في أسر على المشاعر والمخاوف التعلقة بالفيلم. كما أن، مخرجين كبار في هذه الصناعة، مثل ألفريد هيتشكوك، يمكن اعتبارهم مؤلفين فيلمهم الخاص أيضاً. يعرف وفقاً لإطار طلبه وإستقباله، كما أنه من غير المعتاد التعامل مع سينما مرتبطة بالصناعة، كما أنها غير موجهة لجمهور غفير ولكن موجهة إلى جمهور بعينه، ويتشارك في اهتمام بديهى بالمنتجات ذات التكلفة القديمة. نوع ثانوى هام يمكن أن يكون السينما المجردة.
السينما البيئية: السينما ليس فقط وصلت بين الإنسان والبيئة في حالات مختلفة، لكن أيضاً كانت ومازالت أحياناً، ناشط فعال في المكافحة للدفاع عن البيئة. بالإضافة إلى، أن السينما منذ نشأتها، كانت الوسيلة الأقوى في نقل المعارف والحضارات، موفرة للمشاهدين الذين لا نهاية لهم إمكانية اللقاء مع المناظر الطبيعية والطبيعة والأماكن والعادات.

## نظرية السينما
نظرية السينما قائمة في البداية على صور متتالية مستمرة، يقال أن السينما تقدم الصورة في تسلسل مستمر لإظهار الحركة بلا انقطاع. السينما الكلاسيكية لديها إسلوب يؤكد على إستمرار وانضغاط الفيلم. عادةً يكون لديها صفات قوية، ثابتة خلال الفيلم كله وجدال ينتهى نهاية سعيدة. السينما الحديثة لا تؤكد هذه الصفات، على النقيض، فهى ترفض السينما الكلاسيكية وأسلوبها، وتحاول كسر هذا الأسلوب وكل إتفاقاته. مخرجين مختلفين استخدموا أساليب كثيرة متباينة من الأساليب الحديثة.

## أشكال سينمائية

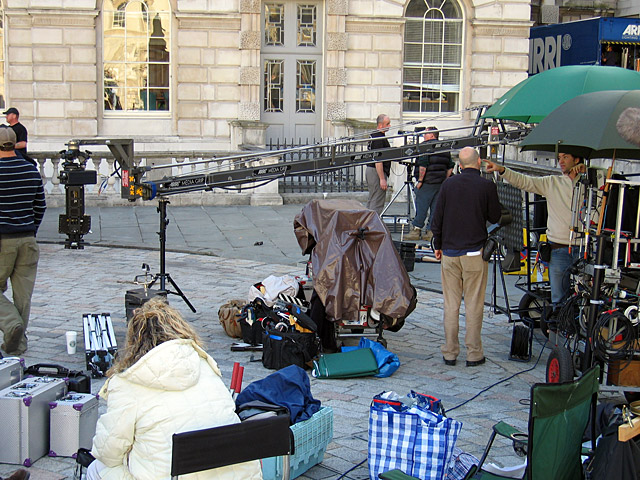
طاقم تصوير

نشأت السينما في القرن ال 21 نتيجة لسلسة كبيرة من الاختراعات والاكتشافات حول التصوير. السحر الذي تسبب في إسقاط مسرحيات الظل أو الرسوم المتحركة الأتية من بلدان بعيدة عن طريق مصابيح سحرية والتي إتحدت مع إحرازات التقدم في التصوير. يمكننا التحدث عن نشأة السينما مع الأخوين لوميير كظاهرة جماهيرية. لكن يجب ألا ننسى أن الذي فعلوه هؤلاء ما هو إلا جعل مصور الحركات الذي كان ملك «توماس ألبا إيديسون» مثالياً. وكان هناك العديد من الاختراعات الأخرى التي دارت حول كيفية التقات الحركة.
توماس ألبا إيديسون كان مخترع، أيضاً، شكل التصوير السينمائي بامتياز، 35 مم، بدعم نترات السليولوز. هذا الشكل والأشكال ذات العرض الكبير أصبحوا الأكثر إستخداماً على الصعيد المهنى.
شكل الشاشة العريضة ظهر في هوليود في أواخر عقد 1920. ظهورها الأول تزامن مع ازدهار الأفلام ثلاثة الأبعاد واستخدام العدسات المجسمة باللونين الأحمر والأزرق، أصدرت عام 1915.
في الكساد العظيم خلال عقد 1930 أجبرت الاستديوهات على استخدام أشكال شاشات عريضة بإتساع أقل لخفض التكلفة، استمر ذلك حتى بدايات الخمسينات، بعد الظهور الساحق للتليفزيون، عادت الاستديوهات إلى استخدام نسب أبعاد أكبر. في عام 1935، اطلقت سلسلة فوكس واحدة من ضمن عمليات صناعة شاشة عريضة الأكثر انتشاراً بين عامى 1953 و1967:(السينما سكوب)، السابق للنظام الذي نعرفه اليوم بواسطة (بانافيجن)، الأكثر استخداماً حالياً. الإرث الذي بقى حتى هذه الأيام هو الشاشة العريضة أو البانورامية.